# Philiszkosz (komédiaköltő)
Philiszkosz (Kr. e. 4. század) görög komédiaköltő.
Életéről mindössze annyit tudunk, hogy Kr. e. 370 körül működhetett. Az attikai újkomédia mestere volt, és leginkább mitológiai tárgyú darabokat írt. Mindössze nyolc művének címe maradt ránk.